# Herskinds Gård
Herskinds Gård  er en fredet bygning i Aarhus, Danmark. Huset er opført omkring 1850 og på den danske liste over fredede bygninger og steder af Kulturarvsstyrelsen den 2. oktober 1970.  Huset ligger   på Frederiksgade tæt på Rådhuset i  det historiske midtbyområde. 

## Historie
Huset blev bygget i 1850 af arkitekten Anton Gert Monrad for Michael Herskind, der var en fremtrædende købmand og politiker på det tidspunkt. Michael Herskind var medlem af byrådet mellem 1848-1860, vicepræsident for byrådet mellem 1848-1854 og præsident 1854-1860. Han havde også stillinger som byrepræsentant i boligkommissionen, budgetkommissionen og skolekommissionen på forskellige tidspunkter. Herskind tilhørte en af byens ældre købmandsfamilier og efter at have tilbragt nogle år i Hamborg og London etablerede han sig i Aarhus med en importvirksomhed.
Bygningen bestod af hovedbygningen opført af Herskind og to andre fløje; en bagbygning i bindingsværk fra 1726 som blev renoveret af Herskind under opførelsen af hovedbygningen og en anden mindre bygning ud mod gaden. Da Herskind forlod ejendommen var bygningerne ejet af en række købmænd, som udvidede ejendommen på forskellige tidspunkter. I 1865 byggedes en forbindelse mellem hovedhuset og sydfløjen og i 1858 byggedes en lav nordfløj.
I 1907 blev der etableret et missionshotel i bygningen. I 1919–1924 blev hotellet købt af en lokal fabriksejer, som gjorde det til et almindeligt hotel. I denne periode samledes kunstværker fra mange kunstnere som Peder Mørk Mønsted og PS Krøyer på hotellet, der var blevet et populært rejsemål for turister. Hotellet bestod indtil 1977, hvor bygningen blev købt af Aarhus Kommune, som gennemgribende renoverede den.  Bygningen blev hjemsted for forskellige administrative afdelinger under kommunen, indtil bygningen blev sat til salg i 2010 og købt af en NGO.

## Arkitektur
Hovedstrukturen er en 3-etagers klassicistisk bygning i empirestil med mansardtag med fremtrædende kvistvinduer. Facaderne er pudset og malet beige eller råhvid med røde vinduesrammer.